# 高田城 (肥前国)
高田城（たかだじょう）は、佐賀県小城市三日月町金田遠江の佐賀平野にあった日本の城。

## 歴史
正和5年（1316年）に千葉胤貞が下総国から移って築城した。当城には息子の千葉胤泰が入り、4代目の千葉胤鎮の代に亥鼻城に移っている。その後、千葉興常に追われて筑前国に逃れた千葉胤繁が帰り、当城を居城とした。